# Ctenophthalmus spiniger
Ctenophthalmus spiniger är en loppart som beskrevs av Peus 1978. Ctenophthalmus spiniger ingår i släktet Ctenophthalmus och familjen mullvadsloppor. Inga underarter finns listade i Catalogue of Life.